# ویهه
شهر ویهه (به آلمانی: Wiehe) در ایالت تورینگن در کشور آلمان واقع شده‌است.